# Anna Maiques i Dern
Anna Maiques i Dern (Terrassa, Vallès Occidental, 3 de setembre de 1967) és una jugadora d'hoquei sobre herba catalana campiona olímpica, després fisioterapeuta.
Membre del Júnior FC i del CD Terrassa. Internacional amb la selecció espanyola d'hoquei herba, va participar al Campionat del Món de 1990, finalitzant en cinquena posició i va guanyar la medalla d'or als Jocs Olímpics de Barcelona 1992. Després de la seva retirada esportiva, s'ha dedicat a la fisioteràpia.

## Palmarès
Clubs
- 1 Copa espanyola d'hoquei herba femenina: 1985-86

Selecció espanyola
- 1 medalla d'or als Jocs Olímpics de Barcelona 1992